# 天主教威奇托教區
天主教威奇托教區（拉丁語：Dioecesis Wichitensis）是美國一個羅馬天主教教區，為堪薩斯城總教區的附屬教區。成立於1887年8月2日。
範圍包括堪薩斯州東南部，教座位於威奇托。2010年有教友125,150人（佔轄區總人口12.8%）、九十個堂區、一百一十七名司鐸。現任教區主教為卡爾·凱梅（Carl Kemme）。